# Lumière (film, 2010)
Pour les articles homonymes, voir Lumière (homonymie).
Pour plus de détails, voir Fiche technique et Distribution.
Lumière (Am Anfang war das Licht) est un film documentaire autrichien réalisé par Peter Arthur Straubinger, sorti en 2010.
Ce documentaire traite du sujet de l'inédie, sous la forme d'une enquête autour du monde sur le thème de la possibilité pour les humains de vivre de lumière. Le réalisateur rencontre des personnes disant se nourrir exclusivement de « lumière » ou Prana.

## Fiche technique
- Titre original : Am Anfang war das Licht
- Producteur : Helmut Grasser, (We Feed the World (2005), Let's Make Money (2008))
- Pays d'origine :  Autriche
- Durée : 95 minutes
- Dates de sortie : 
  -  France : 15 décembre 2010

## Distribution
- Pater Josef Banz : Lui-même
- Zinaida Baranova : Elle-même
- Ute Baumgarten : Elle-même
- Dr. Jakob Bösch : Lui-même
- Rüdiger Dahlke : Lui-même
- Dr. Urman Dhruv : Lui-même
- Dr. Qi Duan Lu : Elle-même
- Brenda Dunne : Elle-même
- Prof. Dr. Amit Goswami : Lui-même
- Miroslav Großer : Lui-même
- Gerhard Hacker : Lui-même
- Michael Hamann : Lui-même
- Dieter Hochegger : Lui-même
- Astrid Hofer : Elle-même
- Csilla Hosszu : Elle-même
- Robert Prof. Jahn : Lui-même
- 'Mataji' Prahlad Jani : Lui-même
- V.M. Jani : Lui-même
- Jasmuheen : Elle-même
- Prof. Dr. Brian Josephson : Lui-même
- Dr. Ingrid Kiefer : Elle-même
- Axel Kiesling : Lui-même
- Gertrude Kohlbach-Arabu : Elle-même
- Danuta Lanik : Elle-même
- Yuan Meister Limin : Lui-même
- Prof. Dr. Herbert Lochs : Lui-même
- Anton Luger : Lui-même
- Hira Ratan Manek : Lui-même
- Prof. Dr. Wolfgang Marktl : Lui-même
- Dr. Sanjay Mehta : Lui-même
- Vakil R. Nautam : Lui-même
- Johannes Lieder : Lui-même
- Gernot Pauser : Lui-même
- Prof F.-A. Popp : Lui-même
- Dean Radin : Lui-même
- Walter 'Omsa' Rohrmoser : Lui-même
- Prof. Georgi Rosinov : Lui-même
- Sudir Shah : Lui-même
- Dr V.N. Shah : Lui-même
- Rupert Sheldrake : Lui-même
- Thomas Stöckli : Lui-même
- Dr. Ayu. Vaidya Tapankumar : Lui-même
- Wolfgang Pfarrer Vogel : Lui-même
- Bettina von Sanden : Elle-même
- Michael Werner : Lui-même
- You Xuan De : Lui-même
- Tian Ying : Elle-même

## Réactions
Dès l'annonce de sa diffusion, la MIVILUDES a mis en garde contre le respirianisme, déclarant que « le jeûne extrême, reposant sur le mythe inspiré par Ellen Greve, alias Jasmuheen, selon lequel l'individu peut se nourrir exclusivement d'air et de lumière, présente de graves dangers pour la santé des personnes ».
Le magazine Sciences et Avenir explique que des expériences décrites sont très probablement frauduleuses, par exemple celle sur Prahlad Jani, et critique le « Gloubi-boulga ésotérique que prétend démontrer scientifiquement  P. A. Straubinger dans son documentaire »  .